# Somnium (Kepler)

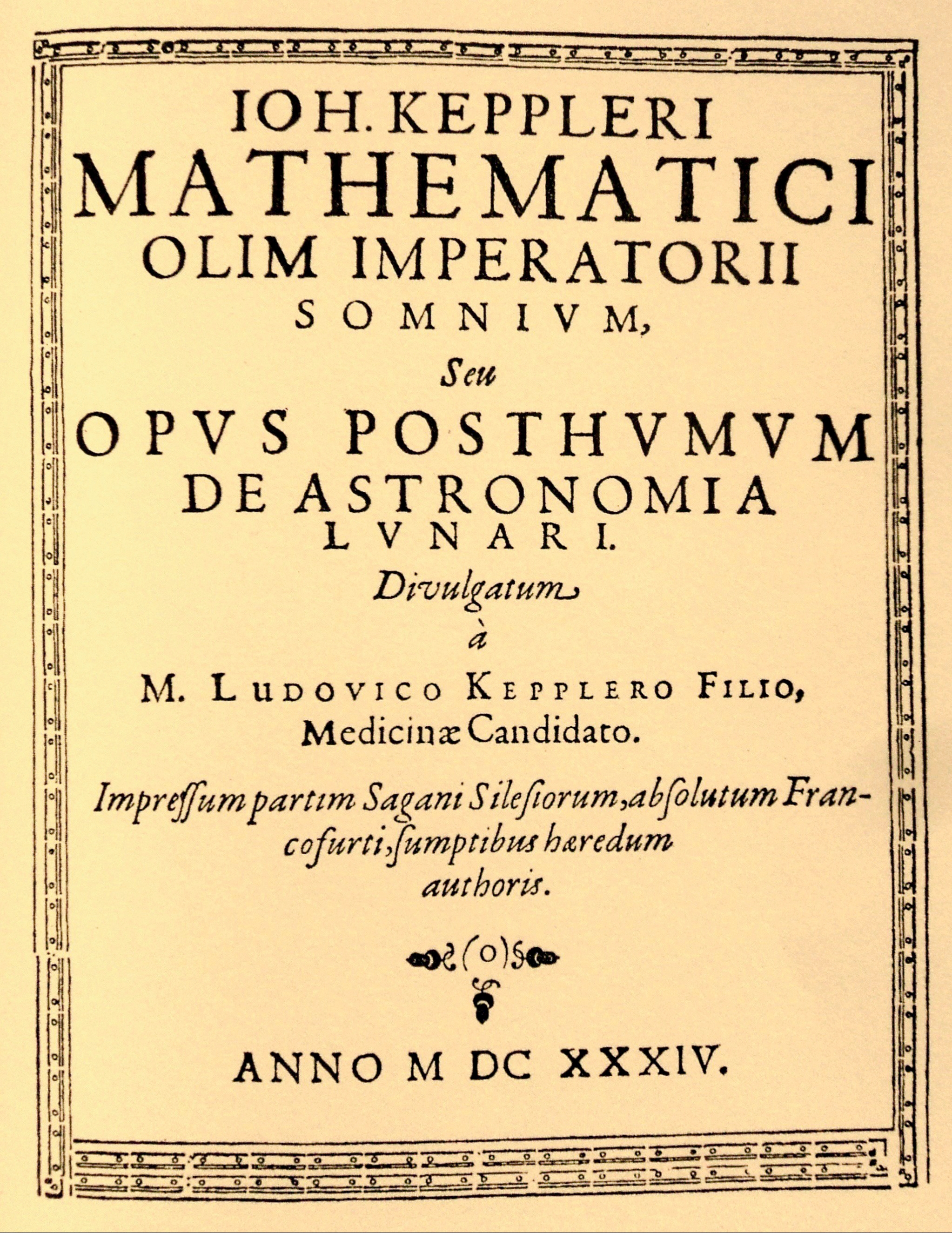
Frontispiz von 1634

Somnium oder Der Traum vom Mond, des deutschen Astronomen Johannes Kepler aus dem Jahr 1609. Man kann Somnium als frühe Science-Fiction-Erzählung bezeichnen, denn die in lateinischer Sprache verfasste Kurzgeschichte beschreibt eine mögliche Mondzivilisation aus wissenschaftlicher Perspektive. Das stetig erweiterte Manuskript wurde erst 1634 postum von seinem Sohn Ludwig Kepler in Buchform veröffentlicht.
Carl Sagan und Isaac Asimov bezeichneten es als eines der frühesten Werke der Science Fiction.

## Hintergrund

Frontispiz auf Deutsch (1898)

Bereits rund 50 Jahre zuvor hatte Nikolaus Kopernikus in seinem Hauptwerk De revolutionibus orbium coelestium ein heliozentrisches Weltbild beschrieben und damit die Kopernikanische Wende ausgelöst. Demnach ist die Erde ein Planet, der sich mit anderen Planeten auf Bahnen um die Sonne dreht.
Kepler begann die Niederschrift von Somnium im Jahr 1609 in Prag. Schon als Student der Theologie in Tübingen hatte sich Kepler mit dem Mond beschäftigt. In einer Disputation, die er mit Anfang 20 verfasste, hatte er Thesen formuliert, in denen er auch über angebliche Lebewesen auf dem Mond scherzte. Mit seiner Kurzgeschichte wollte er nun die Relativität eines (z. B. irdischen) Betrachterstandpunkts im All aufzeigen. Denn auch wenn der Mond um die Erde rotiert wie die Erde um die Sonne, so weist er doch keine Eigenrotation auf. Deshalb erlebt zwar ein Erdenbewohner die scheinbare Rotation der Sonne um seinen subjektiven Standpunkt; ein Mondbewohner hingegen erlebt die Erde „wie festgenagelt an den Himmel“ (bei den erdzugewandten „Subvolvanern“) oder bekommt sie gar nie zu Gesicht (bei den erdabgewandten „Privolvanern“).
Bestärkt wurde Kepler durch die zeitgleichen Beobachtungen seines Zeitgenossen Galileo Galilei, der den Erdtrabanten erstmals 1609 mithilfe eines neuen optischen Instruments untersuchte, des Fernrohrs. Der italienische Astronom erkannte auf der vormalig flachen „Himmelsscheibe“ eine unebene Welt mit Kratern, Gebirgen und Tiefebenen (Mare). Galileo veröffentlichte seine Beobachtungen im März 1610 unter dem Titel Sidereus Nuncius.

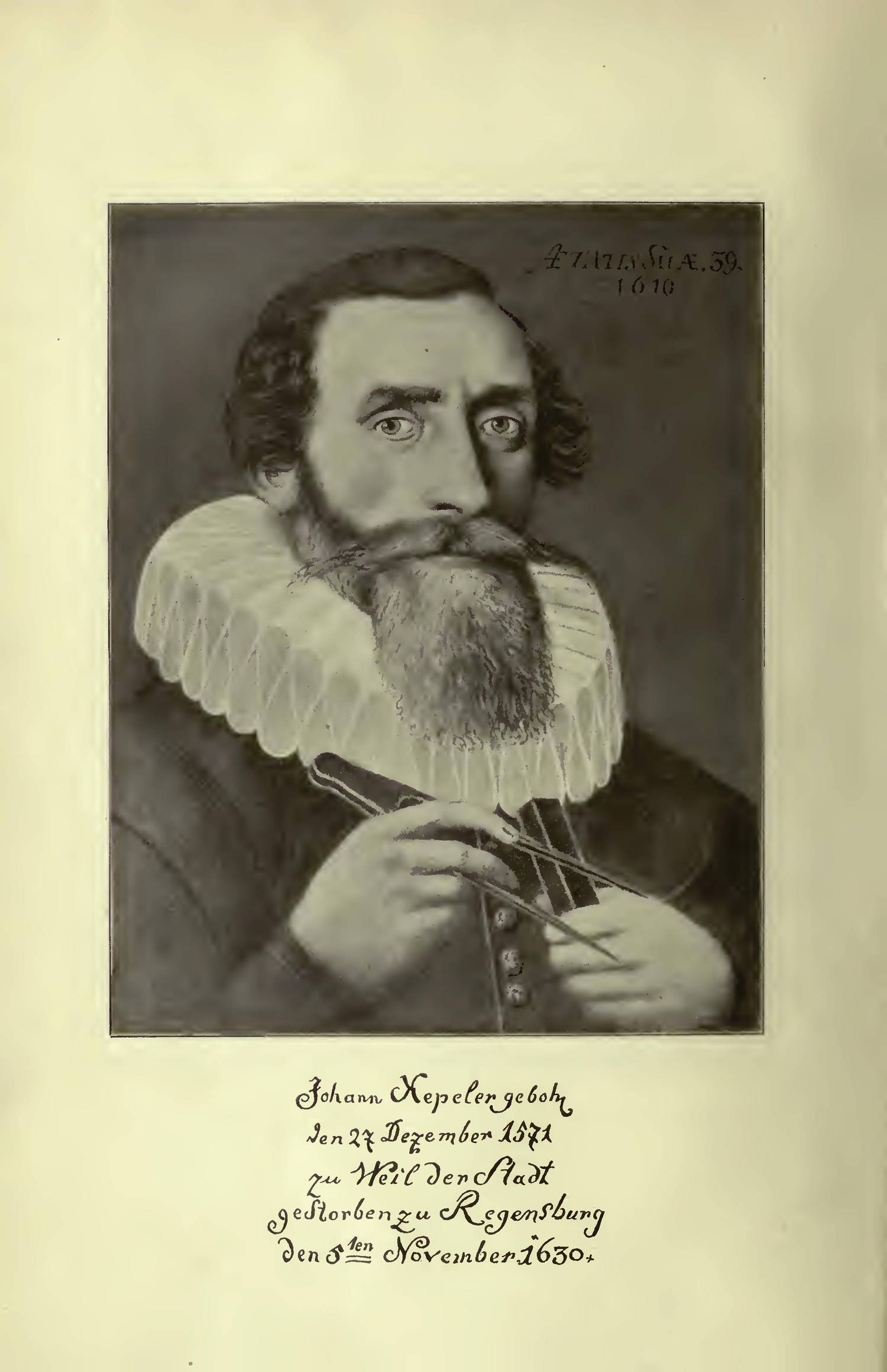
Porträt Keplers

Um das Jahr 1621, als Kepler nach Linz zurückkehrte, bearbeitete er seinen Traum und fügte erläuternde Fußnoten und Ergänzungen hinzu. Die märchenhafte Erzählung wurde 1634 postum von seinem Sohn Ludwig Kepler veröffentlicht und erst 1871 in einer Zeitschrift von Edmund Reitlinger und 1898 als Monografie von Ludwig Günther teilweise ins Deutsche übersetzt. Erst 2011 erschien eine vollständige, von Beatrix Langner herausgegebene Übersetzung.

## Inhalt und Aufbau
Der Text besteht aus drei ineinander verschachtelten Berichten. In der skizzenhaften Rahmenhandlung berichtet ein namenloser Erzähler, wie er eines Nachts „nach der Betrachtung der Sterne und des Mondes“ müde auf seinem Bett einschläft. Hier setzt die titelgebende Traumhandlung ein.
In seinem Traum meint der schlafende Sternengucker ein Buch zu lesen, das die Lebensgeschichte eines zweiten Erzählers mit Namen Duracoto enthält. Der Autor beschreibt seine Kindheit auf Island als Sohn der Hexe Fiolxhilde, seine fünfjährige Ausbildung als „Gehülfe“ des Astronomen Tycho Brahe auf der dänischen Insel Hveen und die anschließende Heimkehr zu seiner Mutter, die ihn mit ihren Hexenkünsten vertraut macht und schließlich einen „weisen Geist“ heraufbeschwört.
Dieser Dämon berichtet nun auf der dritten und umfangreichsten Erzählebene von der „Insel Levania“, bei der es sich um den Mond handelt. Er beschreibt, wie besonders „geeignete“ Menschen mit Hilfe von Geistern und Dämonen im Kernschatten einer Sonnenfinsternis zum Mond reisen können und wie sich das Leben auf dem Mond gestaltet. Geschildert werden die klimatischen Verhältnisse, insbesondere die extremen Unterschiede zwischen Tag und Nacht, sowie die daraus resultierenden Lebensweisen der Mondbewohner.
Mitten in der detailreichen Beschreibung der Mondwelt bricht der Bericht des Dämons ab, weil der schlafende Erzähler der äußeren Rahmenhandlung durch ein heraufziehendes Unwetter aus seinem Traum gerissen wird. Infolgedessen wird auch die innere Rahmenhandlung nicht mehr aufgenommen, und die Lebensgeschichte des Duracoto bleibt unvollendet. Der Schluss der Erzählung wirkt dadurch recht abrupt und fragmentarisch.
Charakteristisches Merkmal von „Somnium“ ist die kunstvolle Verschränkung von autobiografischen und wissenschaftlichen Fakten einerseits sowie fiktiven und fantastischen Elementen andererseits. So weist die Biografie Duracotos, mit der als Hexe geltenden Mutter und den Assistenzjahren bei Brahe, deutliche Parallelen zu Keplers eigener Lebensgeschichte auf. Auch die Rahmenbedingungen des lunaren Lebens sind sachlich korrekt geschildert: Die Tag- und Nachtdauern, die daraus resultierenden starken Klimaschwankungen, die Unterschiede zwischen erdabgewandten „Privolvanern“ und erdzugewandten „Subvolvanern“ sowie zahlreiche andere Details geben Keplers astronomischen Kenntnisstand (und häufig auch den aktuellen Stand der Wissenschaft) korrekt wieder. Die Schilderung der Reise zum Mond oder auch die Beschreibung der Mondbewohner und ihrer Lebensweise sind hingegen rein fiktional. Gerade in dieser geschickten Vermischung fantastischer und realer Elemente erweist sich der Text als Gattungsvorläufer moderner Science-Fiction-Literatur.

## Rezeption
- 1640: Der englische Bischof John Wilkins verfasste als Reaktion auf Kopernikus, Kepler und Galilei seine Schrift The Discovery of a New World, Or, A Discourse Tending to Prove, that 'tis Probable There May be Another Habitable World in the Moone. Darin erörtert er die Möglichkeit, den Mond in naher Zukunft zu bereisen und zu besiedeln.
- 1933: In der Mondutopie Zwei im andern Land des Berliner Rabbiners Martin Salomonski wandert die „Gesamtjudenheit“ während einer Mondfinsternis über die von Kepler beschriebene „Erdbrücke“ zum Mond aus, wo bereits seit Jahrtausenden eine lunare Diaspora existiert.
- 1955: In dem von Walt Disney verantworteten Fernsehprogramm Disneyland: Man and the Moon vom 28. Dezember 1955 wird in einer 15-minütigen Einleitung die Kulturgeschichte des Mondes anhand eines humorvollen Trickfilms rekapituliert. Auch Keplers Traum wird als kurze Trickfilmsequenz geschildert: Kepler sitzt in seinem Bett und verfasst einen Text über den Mond. Während der Niederschrift ereignet sich eine Sonnenfinsternis und er schläft ein. Da tauchen vier Zwerge („Monddämonen“) an seinem Fenster auf und tragen das Bett mit dem schlafenden Mathematiker auf dem Mondschatten (der sogenannten Keplerbrücke) zur Mondoberfläche. Dort erwacht Kepler und trifft auf ein seltsames Wesen, das aus nur einem Auge auf zwei Beinen besteht. Beide beobachten sich gegenseitig durch ein Fernrohr. Kepler ist fasziniert und staunt: „Amazing“.
- 1983: Die US-amerikanische Band Mannheim Steamroller ließ sich für ihr Album Fresh Aire V von Keplers Mondgeschichte inspirieren.
- 1983: Der vom Schweizer Astronomen Paul Wild entdeckte Asteroid (3258) Somnium ist nach Johannes Keplers Schrift benannt.
- 2016: Über vierhundert Jahre nach der Entstehung gelangte der Text als Bühnenstück zur Uraufführung. Im Planetarium Münster zeigte das Locationtheater Freuynde + Gaesdte eine multimediale Inszenierung des (leicht gekürzten) Textes mit Liveschauspiel, Sternenprojektionen, 360-Grad-Animationen und Soundtrack. Die Doppelrolle des Kepler/Duracoto wurde von Helge Salnikau gespielt, Regie führte Zeha Schröder.[7]

## Ausgaben
- Ludwig Günther: Keplers Traum oder die Astronomie des Mondes, Leipzig 1898.
- Johannes Kepler: Der Traum, oder: Mond-Astronomie. Somnium sive astronomia lunaris. Aus dem Lateinischen von Hans Bungarten und mit einem Leitfaden für Mondreisende von Beatrix Langner. Matthes & Seitz Berlin 2011, ISBN 978-3-88221-626-4.